# Falerna
Falerna egy község (comune) Olaszország Calabria régiójában, Catanzaro megyében.

## Fekvése
A megye északnyugati részén fekszik. Határai: Gizzeria, Lamezia Terme és Nocera Terinese. Kijárata van a Tirrén-tengerre.

## Története
A települést a 19. században alapították Castiglione hercegei. A 19. század elején vált önálló községgé, amikor a Nápolyi Királyságban felszámolták a feudalizmust.

## Népessége
A népesség számának alakulása:

## Főbb látnivalói
- Sant’Antonio Abate-templom
- San Tommaso d’Aquino-templom
- Santa Maria Assunta-templom
- Madonna della Provvidenza-templom
- Madonna del Rosario-templom